# 特拉滕科格爾山
47°38′45″N 15°43′34″E / 47.64583°N 15.72611°E
特拉滕科格爾山（德語：Tratenkogel），是奧地利的山峰，位於該國東部，處於下奧地利州和施泰爾馬克州接壤的邊界，屬於拉克斯-施內山脈的一部分，距離拉克斯山脈4.3公里，海拔高度1,565米。